# Championnat d'Italie de rugby à XV de 2e division 2016-2017
Navigation
Série A 2015-2016 Série A 2017-2018
Le Championnat d'Italie de rugby à XV de 2e division 2016-2017 ou Campionato Italiano di Serie A 2016-2017 voit s'affronter vingt-quatre équipes en quatre groupes parmi lesquelles une est promue en Eccellenza et quatre sont reléguées en Série B (it) à la fin de la saison.

## Équipes participantes
| Girone 1 - Acc. Naz. I. Francescato - CUS Genova - Pro Recco Rugby - Rugby Noceto FC - RC I Medicei - UR Prato Sesto | Girone 2 - Verona Rugby - ASD Rugby Milano - Rugby Brescia - Rugby Parabiago - Rugby Colorno - S. Margherita Valpolicella | Girone 3 - Amatori R. Badia - Rangers Rugby Vincenza - Rugby Casale - Ruggers Tarvisium - Valsugana Rugby Padova - Rugby Union Udine | Girone 4 - Gran Sasso Rugby - L'Aquila Rugby - Pesaro Rugby - Primavera Rugby - Rugby Benevento - UR Capitolina |

## Saison régulière

### Girone 1
| Florence Parme Gênes Recco Prato Noceto |

| Équipe                      | Stade                         | Capacité | Ville    |
| --------------------------- | ----------------------------- | -------- | -------- |
| Acc. Naz. I. Francescato    | -                             |          | Parme    |
| Pro Recco                   | Campo Carlo Androne           |          | Recco    |
| Banco S. Giorgio CUS Genova | -                             |          | Gênes    |
| UR Prato Sesto              | -                             |          | Prato    |
| Rugby Noceto                | Stadio Nando Capra            |          | Noceto   |
| I Medicei                   | Impianto polivalente Padovani |          | Florence |

#### Classement
| Rang | Club                  | J  | V | N | D | Bo | Bd | Pm  | Pe  | Diff | Pts |
| ---- | --------------------- | -- | - | - | - | -- | -- | --- | --- | ---- | --- |
| 1    | Acc. Naz. Francescato | 10 | 9 | 0 | 1 | 6  | 0  | 293 | 185 | +108 | 42  |
| 2    | I Medicei             | 10 | 8 | 0 | 2 | 6  | 0  | 320 | 131 | +189 | 38  |
| 3    | Pro Recco             | 10 | 6 | 0 | 4 | 4  | 0  | 215 | 191 | +24  | 28  |
| 4    | Rugby Noceto          | 10 | 3 | 0 | 7 | 4  | 0  | 127 | 185 | -58  | 16  |
| 5    | CUS Genova            | 10 | 2 | 0 | 8 | 2  | 0  | 156 | 249 | -93  | 10  |
| 6    | Prato Sesto           | 10 | 2 | 0 | 8 | 1  | 0  | 140 | 310 | -170 | 9   |

|  | Qualifiés pour la Pool Promozione (no 1, no 2, no 3).    |
|  | Qualifiés pour la Pool Retrocessione (no 4, no 5, no 6). |

Attribution des points : victoire sur tapis vert : 5, victoire : 4, match nul : 2, défaite : 0, forfait : -2 ; plus les bonus (offensif : 4 essais marqués ; défensif : défaite par 7 points d'écart ou moins).

### Girone 2
| Milan San Pietro Parabiago Colorno Vérone Brescia |

| Équipe                     | Stade                     | Capacité | Ville      |
| -------------------------- | ------------------------- | -------- | ---------- |
| ASD Rugby Milano           | -                         |          | Milan      |
| S. Margherita Valpolicella | Campo Communale           |          | San Pietro |
| Rugby Parabiago            | Centro Sportivo Communale |          | Parabiago  |
| Rugby Brescia              | Campo Aldo Invernici      |          | Brescia    |
| Rugby Colorno FC           | -                         |          | Colorno    |
| Verona Rugby               | Campo Gavagnin - Nocini   |          | Vérone     |

#### Classement
| Rang | Club            | J  | V | N | D | Bo | Bd | Pm  | Pe  | Diff | Pts |
| ---- | --------------- | -- | - | - | - | -- | -- | --- | --- | ---- | --- |
| 1    | Rugby Colorno   | 10 | 8 | 0 | 2 | 7  | 0  | 266 | 152 | +114 | 39  |
| 2    | Brescia         | 10 | 7 | 0 | 3 | 10 | 0  | 301 | 192 | +109 | 38  |
| 3    | Verona Rugby    | 10 | 8 | 0 | 2 | 6  | 0  | 252 | 146 | +106 | 38  |
| 4    | ASD Milano      | 10 | 4 | 0 | 6 | 1  | 0  | 191 | 323 | -132 | 17  |
| 4    | S. Margherita   | 10 | 2 | 1 | 7 | 5  | 0  | 165 | 240 | -75  | 15  |
| 6    | Rugby Parabiago | 10 | 0 | 1 | 9 | 4  | 0  | 184 | 306 | -122 | 6   |

|  | Qualifiés pour la Pool Promozione (no 1, no 2, no 3).    |
|  | Qualifiés pour la Pool Retrocessione (no 4, no 5, no 6). |

Attribution des points : victoire sur tapis vert : 5, victoire : 4, match nul : 2, défaite : 0, forfait : -2 ; plus les bonus (offensif : 4 essais marqués ; défensif : défaite par 7 points d'écart ou moins).

### Girone 3
| Badia Padoue Udine Trévise Casale sul Sile Vicence |

| Équipe                | Stade                      | Capacité | Ville   |
| --------------------- | -------------------------- | -------- | ------- |
| Valsugana Rugby PD    | -                          |          | Padoue  |
| Amatori R. Badia      | Impianti sportivi comunali |          | Badia   |
| Rugby Udine           | Rugby Stadium O. Gerli     |          | Udine   |
| Ruggers Tarvisium     | Campo S. Paolo             |          | Trévise |
| Rugby Casale          | -                          |          | Casale  |
| Rangers Rugby Vicenza | -                          |          | Vicence |

#### Classement
| Rang | Club                  | J  | V | N | D | Bo | Bd | Pm  | Pe  | Diff | Pts |
| ---- | --------------------- | -- | - | - | - | -- | -- | --- | --- | ---- | --- |
| 1    | Valsugana             | 10 | 9 | 0 | 1 | 4  | 0  | 228 | 91  | +137 | 40  |
| 2    | Udine                 | 10 | 6 | 0 | 4 | 7  | 0  | 245 | 196 | +49  | 31  |
| 3    | Ruggers Tarvisium     | 10 | 5 | 1 | 4 | 5  | 0  | 190 | 147 | +43  | 27  |
| 4    | Rugby Casale          | 10 | 6 | 0 | 4 | 3  | 0  | 219 | 221 | -2   | 27  |
| 5    | Amatori R. Badia      | 10 | 2 | 1 | 7 | 4  | 0  | 178 | 287 | -109 | 14  |
| 6    | Rangers Rugby Vicenza | 10 | 1 | 0 | 9 | 2  | 0  | 117 | 287 | -170 | 6   |

|  | Qualifiés pour la Pool Promozione (no 1, no 2, no 3).    |
|  | Qualifiés pour la Pool Retrocessione (no 4, no 5, no 6). |

Attribution des points : victoire sur tapis vert : 5, victoire : 4, match nul : 2, défaite : 0, forfait : -2 ; plus les bonus (offensif : 4 essais marqués ; défensif : défaite par 7 points d'écart ou moins).

### Girone 4
| L'Aquila Capitolina L'Aquila Primavera Bénévent Pesaro |

| Équipe             | Stade                         | Capacité | Ville    |
| ------------------ | ----------------------------- | -------- | -------- |
| Gran Sasso Rugby   | -                             |          | L'Aquila |
| UR Capitolina      | Campo dell'Unione             | 2 000    | Rome     |
| Primavera Rugby    | Centro sportivo Giulio Onesti |          | Rome     |
| Pesaro Rugby       | Parco Scarpellini             |          | Pesaro   |
| US Rugby Benevento | Impianto Sportivo Pacevecchia | 4 000    | Bénévent |
| L'Aquila Rugby     | Stade Tommaso-Fattori         | 9 200    | L'Aquila |

#### Classement
| Rang | Club             | J  | V | N | D | Bo | Bd | Pm  | Pe  | Diff | Pts |
| ---- | ---------------- | -- | - | - | - | -- | -- | --- | --- | ---- | --- |
| 1    | L'Aquila Rugby   | 10 | 7 | 0 | 3 | 5  | 0  | 302 | 182 | +120 | 33  |
| 2    | Primavera Rugby  | 10 | 6 | 0 | 4 | 6  | 0  | 216 | 146 | +70  | 30  |
| 3    | Rugby Benevento  | 10 | 6 | 0 | 4 | 4  | 0  | 242 | 219 | +23  | 28  |
| 4    | UR Capitolina    | 10 | 6 | 0 | 4 | 3  | 0  | 176 | 189 | -13  | 27  |
| 5    | Gran Sasso Rugby | 10 | 4 | 0 | 6 | 5  | 0  | 168 | 180 | -12  | 21  |
| 6    | Pesaro Rugby     | 10 | 1 | 0 | 9 | 5  | 0  | 141 | 329 | -188 | 9   |

|  | Qualifiés pour la Pool Promozione (no 1, no 2, no 3).    |
|  | Qualifiés pour la Pool Retrocessione (no 4, no 5, no 6). |

Attribution des points : victoire sur tapis vert : 5, victoire : 4, match nul : 2, défaite : 0, forfait : -2 ; plus les bonus (offensif : 4 essais marqués ; défensif : défaite par 7 points d'écart ou moins).

## Pool Promozione

### Pool Promozione 1
Le tournoi se dispute entre les 3 premiers du Girone 1 et ceux du Girone 4. 

#### Classement
| Rang | Club                  | J  | V | N | D  | Bo | Bd | Pm  | Pe  | Diff | Pts |
| ---- | --------------------- | -- | - | - | -- | -- | -- | --- | --- | ---- | --- |
| 1    | I Medicei             | 10 | 9 | 0 | 1  | 5  | 0  | 356 | 127 | +229 | 41  |
| 2    | L'Aquila Rugby        | 10 | 7 | 0 | 3  | 7  | 0  | 246 | 148 | +98  | 35  |
| 3    | Acc. Naz. Francescato | 10 | 5 | 1 | 4  | 6  | 0  | 253 | 209 | +44  | 28  |
| 4    | Pro Recco             | 10 | 5 | 1 | 4  | 5  | 0  | 195 | 155 | +40  | 27  |
| 5    | Rugby Benevento       | 10 | 3 | 0 | 7  | 4  | 0  | 184 | 320 | -136 | 16  |
| 6    | Primavera Rugby       | 10 | 0 | 0 | 10 | 2  | 0  | 113 | 388 | -275 | 2   |

|  | Qualifiés pour les demi-finales (no 1, no 2). |

Attribution des points : victoire sur tapis vert : 5, victoire : 4, match nul : 2, défaite : 0, forfait : -2 ; plus les bonus (offensif : 4 essais marqués ; défensif : défaite par 7 points d'écart ou moins).

### Pool Promozione 2
Le tournoi se dispute entre les 3 premiers du Girone 2 et ceux du Girone 3. 

#### Classement
| Rang | Club              | J  | V  | N | D | Bo | Bd | Pm  | Pe  | Diff | Pts |
| ---- | ----------------- | -- | -- | - | - | -- | -- | --- | --- | ---- | --- |
| 1    | Valsugana         | 10 | 10 | 0 | 0 | 6  | 0  | 335 | 133 | +202 | 46  |
| 2    | Verona Rugby      | 10 | 6  | 0 | 4 | 5  | 0  | 251 | 207 | +44  | 29  |
| 3    | Rugby Colorno     | 10 | 5  | 0 | 5 | 8  | 0  | 265 | 174 | +91  | 28  |
| 4    | Ruggers Tarvisium | 10 | 3  | 0 | 7 | 3  | 0  | 143 | 283 | -140 | 15  |
| 5    | Udine             | 10 | 3  | 0 | 7 | 2  | 0  | 163 | 260 | -97  | 14  |
| 6    | Brescia           | 10 | 3  | 0 | 7 | 2  | 0  | 136 | 236 | -100 | 14  |

|  | Qualifiés pour les demi-finales (no 1, no 2). |

Attribution des points : victoire sur tapis vert : 5, victoire : 4, match nul : 2, défaite : 0, forfait : -2 ; plus les bonus (offensif : 4 essais marqués ; défensif : défaite par 7 points d'écart ou moins).

## Pool Retrocessione

### Pool Retrocessione 1
Le tournoi se dispute entre les 3 derniers du Girone 1 et ceux du Girone 4. Les clubs terminant 5e et 6e sont rétrogradés en Serie B.

#### Classement
| Rang | Club             | J  | V | N | D | Bo | Bd | Pm  | Pe  | Diff | Pts |
| ---- | ---------------- | -- | - | - | - | -- | -- | --- | --- | ---- | --- |
| 1    | Prato Sesto      | 10 | 7 | 0 | 3 | 4  | 0  | 225 | 167 | +58  | 32  |
| 2    | Gran Sasso Rugby | 10 | 6 | 0 | 4 | 4  | 0  | 179 | 201 | -22  | 28  |
| 3    | CUS Genova       | 10 | 6 | 0 | 4 | 3  | 0  | 223 | 149 | +74  | 27  |
| 4    | Rugby Noceto     | 10 | 5 | 1 | 4 | 4  | 0  | 160 | 169 | -9   | 26  |
| 5    | UR Capitolina    | 10 | 3 | 0 | 7 | 8  | 0  | 213 | 205 | +8   | 20  |
| 6    | Pesaro Rugby     | 10 | 2 | 1 | 7 | 1  | 0  | 130 | 239 | -109 | 11  |

|  | Relégués en Serie B (no 5, no 6). |

Attribution des points : victoire sur tapis vert : 5, victoire : 4, match nul : 2, défaite : 0, forfait : -2 ; plus les bonus (offensif : 4 essais marqués ; défensif : défaite par 7 points d'écart ou moins).

### Pool Pool Retrocessione 2
Le tournoi se dispute entre les 3 derniers du Girone 2 et ceux du Girone 3. Les clubs terminant 5e et 6e sont rétrogradés en Serie B.

#### Classement
| Rang | Club                  | J  | V | N | D | Bo | Bd | Pm  | Pe  | Diff | Pts |
| ---- | --------------------- | -- | - | - | - | -- | -- | --- | --- | ---- | --- |
| 1    | Rugby Parabiago       | 10 | 6 | 0 | 4 | 8  | 0  | 300 | 183 | +117 | 32  |
| 2    | ASD Milano            | 10 | 6 | 0 | 4 | 5  | 0  | 273 | 277 | -4   | 29  |
| 3    | S. Margherita         | 10 | 5 | 1 | 4 | 6  | 0  | 209 | 211 | -2   | 28  |
| 4    | Rangers Rugby Vicenza | 10 | 5 | 0 | 5 | 6  | 0  | 245 | 243 | +2   | 26  |
| 5    | Amatori R. Badia      | 10 | 4 | 0 | 6 | 7  | 0  | 223 | 242 | -19  | 23  |
| 6    | Rugby Casale          | 10 | 3 | 1 | 6 | 2  | 0  | 157 | 251 | -94  | 16  |

|  | Relégués en Serie B (no 5, no 6). |

Attribution des points : victoire sur tapis vert : 5, victoire : 4, match nul : 2, défaite : 0, forfait : -2 ; plus les bonus (offensif : 4 essais marqués ; défensif : défaite par 7 points d'écart ou moins).

## Phase finale

### Demi-finales
| 7 mai 2017 | Verona Rugby | 14 - 21 | Rugby Club I Medicei | Arbitre : Schipani |
| 7 mai 2017 |              |         |                      | Arbitre : Schipani |
| 7 mai 2017 |              |         |                      | Arbitre : Schipani |

| 7 mai 2017 | L'Aquila | 30 - 19 | Valsugana Rugby PD | Arbitre : Rizzo |
| 7 mai 2017 |          |         |                    | Arbitre : Rizzo |
| 7 mai 2017 |          |         |                    | Arbitre : Rizzo |

| 14 mai 2017 | Rugby Club I Medicei | 69 - 10 | Verona Rugby | Arbitre : Blessano |
| 14 mai 2017 |                      |         |              | Arbitre : Blessano |
| 14 mai 2017 |                      |         |              | Arbitre : Blessano |

| 14 mai 2017 | Valsugana Rugby PD | 21 - 33 | L'Aquila | Arbitre : Tomò |
| 14 mai 2017 |                    |         |          | Arbitre : Tomò |
| 14 mai 2017 |                    |         |          | Arbitre : Tomò |

### Finale
| 21 mai 2017 | Rugby Club I Medicei | 38 - 14 (22 - 0) | L'Aquila Rugby | Stadio Sergio Lanfranchi, Parme 1 400 spectateurs Arbitre : Liperini |
| 21 mai 2017 |                      |                  |                | Stadio Sergio Lanfranchi, Parme 1 400 spectateurs Arbitre : Liperini |
| 21 mai 2017 |                      |                  |                | Stadio Sergio Lanfranchi, Parme 1 400 spectateurs Arbitre : Liperini |